# Claudio Pontello
Claudio Pontello (Firenze, 4 dicembre 1925 – 3 giugno 2002) è stato un politico italiano.

## Biografia
Avvocato, appartenente ad una famiglia di costruttori edili fiorentina. Esponente della Democrazia Cristiana, venne eletto alla Camera dei Deputati nel 1976. È stato segretario della Commissione Giustizia della Camera dei deputati dal 27 luglio 1976 al 19 giugno 1979. 
Viene poi nuovamente eletto alla Camera nel 1983, restando in carica fino al 1987. Dal 1985 al 1990 è anche consigliere comunale per la DC a Firenzuola.
Con i fratelli Flavio, Gianluigi e Miuta fu il proprietario della ACF Fiorentina dal 1980 al 1990.